# باو واو
شاد غريغوري موس (بالإنجليزية: Shad Gregory Moss) (مواليد 9 مارس 1987) المعروف حاليا باسم باو واو (Bow Wow) وسابقا باسم ليل باو واو (Lil' Bow Wow), هو مغني راب وممثل أمريكي، عندما كان يسمى بـ(ليل باو واو)أطلق أول البوم له بمسمى Beware of Dog في عام 2000 بعمر 13 سنه, وأتبعه لاحقا بألبوم Doggy Bag عام2001, وفي عام 2003 أطلق باو واو البومة الثالث Unleashed وكان هذا أول البوم لا يستخدم فيه(ليل) باسمه.
كان أول ظهور سينيمائي لباو واو في فيلم Al About the Benjamins في عام 2002, وفي نفس العام قام باو واو بتمثيل أول فيلم من بطولته في فيلم Like Mike, قام باو واو لاحقا بأداء عدة أفلام أخرى مثل: Johnson Family Vacation في 2004, وRoll Bounce في2005 ,و The Fast and the Furious: Tokyo Drift في 2006, وظهر باو واو أيضا في حلقه من مسلسل Entourage.

## ألبوماته
2000: Beware of Dog
2001: Doggy Bag
2003: Unleashed
2005: Wanted
2006: The Price of Fame
2009: New Jack City II
2011: Underrated

## قائمة أفلامه
2001: Carmen: A Hip Hopera
2002: All About the Benjamins
2002: Like Mike
2004: Johnson Family Vacation
2005: Roll Bounce
2006: The Fast and the Furious: Tokyo Drift
2009: Hurricane Season
2010: Lottery Ticket
2011: Madea's Big Happy Family
2013: Scary MoVie

## روابط خارجية
- باو واو على موقع IMDb (الإنجليزية)
- باو واو على موقع ألو سيني (الفرنسية)
- باو واو على موقع ألو سيني (الفرنسية)
- باو واو على موقع ميوزك برينز (الإنجليزية)
- باو واو على موقع أول موفي (الإنجليزية)
- باو واو على موقع قاعدة بيانات الأفلام السويدية (السويدية)
- باو واو على موقع إن إن دي بي (الإنجليزية)
- باو واو على موقع أول ميوزيك (الإنجليزية)
- باو واو على موقع أول ميوزيك (الإنجليزية)
- باو واو على موقع ديسكوغز (الإنجليزية)
- باو واو على موقع ديسكوغز (الإنجليزية)